# 페이스 키피에곤
페이스 쳅응게티치 키피에곤(영어: Faith Chepngetich Kipyegon, 1994년 1월 10일~)은 케냐의 육상 선수로 주 종목은 중거리 달리기와 장거리 달리기이다. 현재 세계 여자 1500m 달리기와 1마일 달리기 세계 기록을 보유하고 있다. 2016년, 2020년, 2024년 하계 올림픽 3회 연속으로 여자 1500m와 종목에서 금메달을 획득하여 올림픽 역사상 유일한 여자 1500m 3회 연속 우승자가 되었다. 또한 2017년, 2022년, 2023년 세계 육상 선수권 대회 여자 1500m 종목에서 금메달을 획득했고 2023년 세계 선수권 대회에서 5000m 금메달을 획득했다.

## 개인사
키피에곤은 케냐의 육상 선수인 티머시 킵툼과 결혼했으며 2018년 6월에 딸 아일린을 낳았다.